# Hermann Helbig (SS-Mitglied)

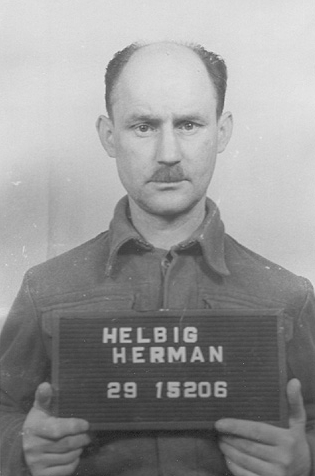
Foto von 1947

Hermann Helbig (* 7. Juni 1902 in Mühlberg/Elbe; † 19. November 1948 im Kriegsverbrechergefängnis Landsberg) war ein deutscher SS-Hauptscharführer und als Kommandoführer im Krematorium des KZ Buchenwald eingesetzt. 

## Leben
Hermann Helbig trat Oktober 1932 der SS bei (SS-Nummer 60.257). Er war von 1939 bis zum April 1945 Angehöriger der Lagermannschaft des KZ Buchenwald. Helbig soll beim Kommando 99, dem Exekutionskommando des Konzentrationslagers, mitgewirkt haben. Von März 1943 bis zum Mai 1944 leitete Helbig das Kommando im lagereigenen Krematorium. Die acht Häftlinge des Krematoriumkommandos sollen für ihre Tätigkeit zwei- bis dreimal monatlich einen Karton mit Nahrung, Kaffee und Zigaretten erhalten haben. Als Leiter des Krematoriums war Helbig auch zeitweise der offizielle Scharfrichter des KZ Buchenwald. 
Nach Kriegsende wurde Helbig im Rahmen der Dachauer Prozesse im Buchenwald-Hauptprozess mit 30 weiteren Beschuldigten angeklagt. Helbig wurde beschuldigt, etwa 250 alliierte Gefangene durch Hängen hingerichtet zu haben. Zudem erklärte Helbig, mindestens zehnmal einem Exekutionskommando angehört zu haben, das 15 bis 20 Häftlinge erschoss. Am 14. August 1947 wurde Helbig zum Tode durch den Strang verurteilt und am 19. November 1948 im Kriegsverbrechergefängnis Landsberg hingerichtet.